# ایوانکوواتس

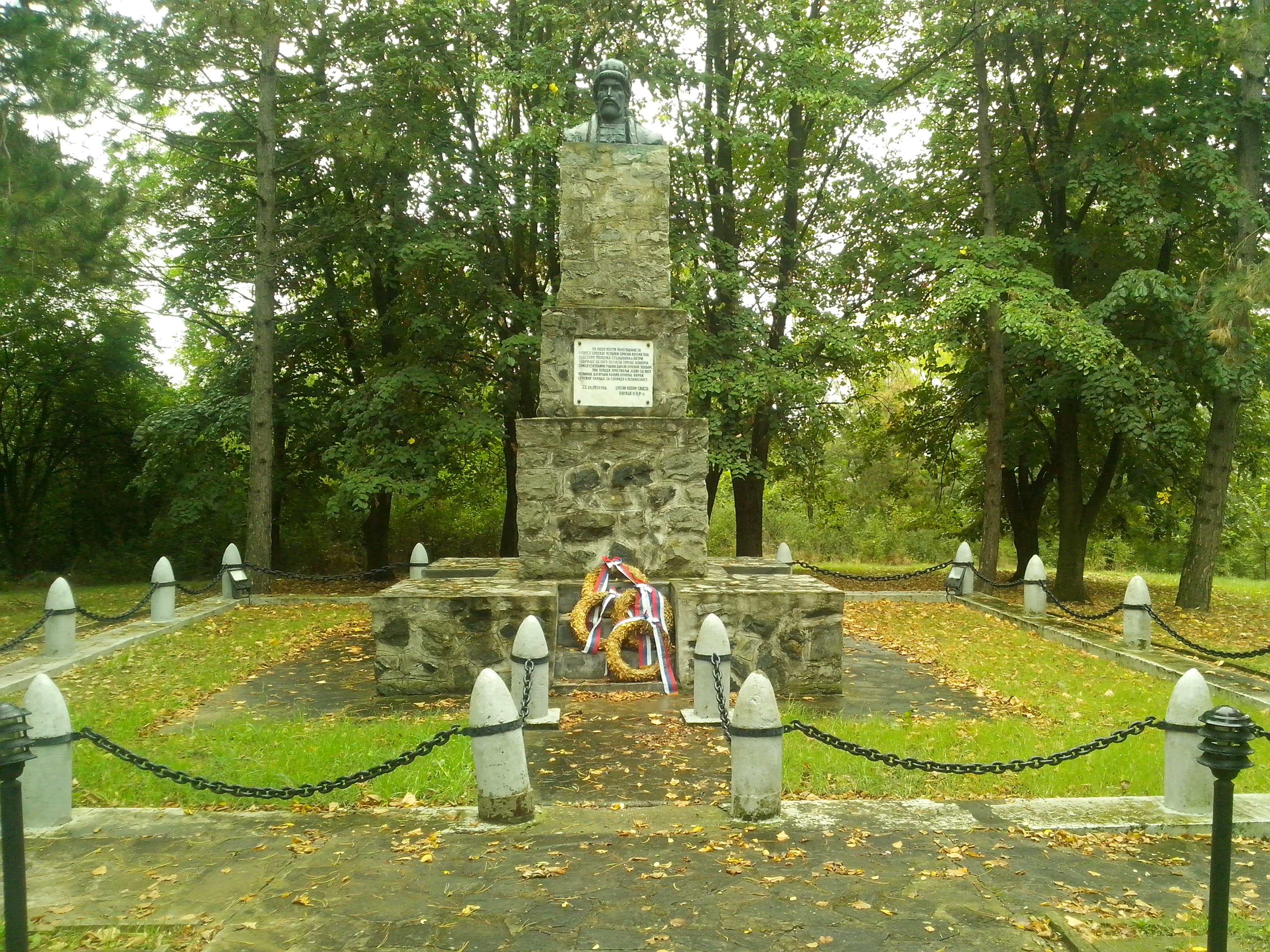
بنای یادبود جنگ

ایوانکوواتس (صربی: Ivankovac}} یک منطقهٔ مسکونی در صربستان است که در Pomoravlje District واقع شده‌است.
 ایوانکوواتس  ۲۶۷ نفر جمعیت دارد.